# 比耶维尔-伯维尔
比耶维尔-伯维尔（法語：Biéville-Beuville，法語發音：[bjevil bøvil] ⓘ）是法国卡尔瓦多斯省的一个市镇，属于卡昂区。该市镇于1972年由原市镇奥恩河畔比耶维尔（Biéville-sur-Orne）和伯维尔（Beuville）合并而成。

## 地理
比耶维尔-伯维尔（49°14'8"N, 0°19'38"W）面积11.15 平方千米，位于法国诺曼底大区卡爾瓦多斯省，该省份为法国西北部沿海省份，北濒大西洋英吉利海峡，东北与滨海塞纳省以海上边界相接，东临厄尔省，南至奧恩省，西与芒什省接壤。
与比耶维尔-伯维尔接壤的市镇（或旧市镇、城区）包括：贝努维尔、奥恩河畔布兰维尔、康布昂普莱讷、科勒维尔-蒙哥马利、埃普龙、埃鲁维尔圣克莱尔、马蒂厄、当河畔佩里耶。
比耶维尔-伯维尔的时区为UTC+01:00、UTC+02:00（夏令时）。

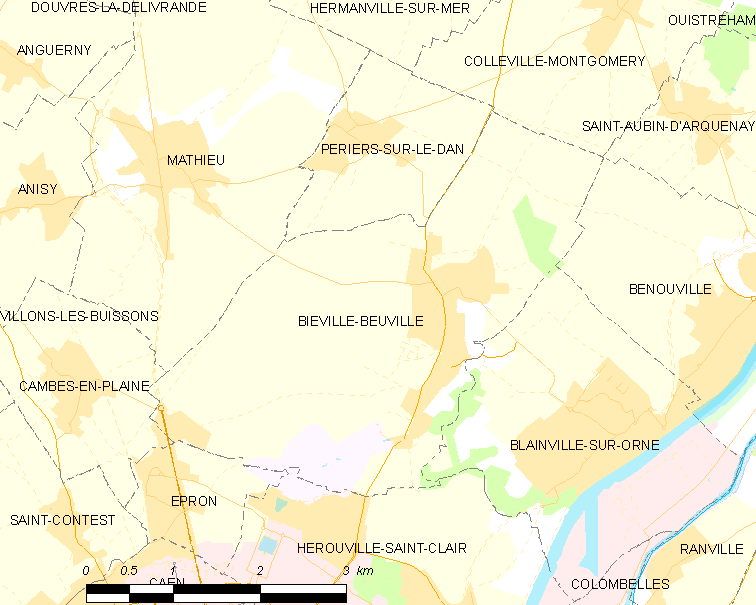
比耶维尔-伯维尔的OSM定位图

## 行政
比耶维尔-伯维尔的邮政编码为14112，INSEE市镇编码为14068。

## 政治
比耶维尔-伯维尔所属的省级选区为维斯特雷阿姆县。

## 人口

1962-2008年间比耶维尔-伯维尔人口变化图示

比耶维尔-伯维尔于2022年1月1日时的人口数量为3855人。